# Neoathyreus sexdentatus
Neoathyreus sexdentatus är en skalbaggsart som beskrevs av François Louis Nompar de Caumont de Laporte 1840. Neoathyreus sexdentatus ingår i släktet Neoathyreus och familjen Bolboceratidae. Inga underarter finns listade i Catalogue of Life.